# Гэта

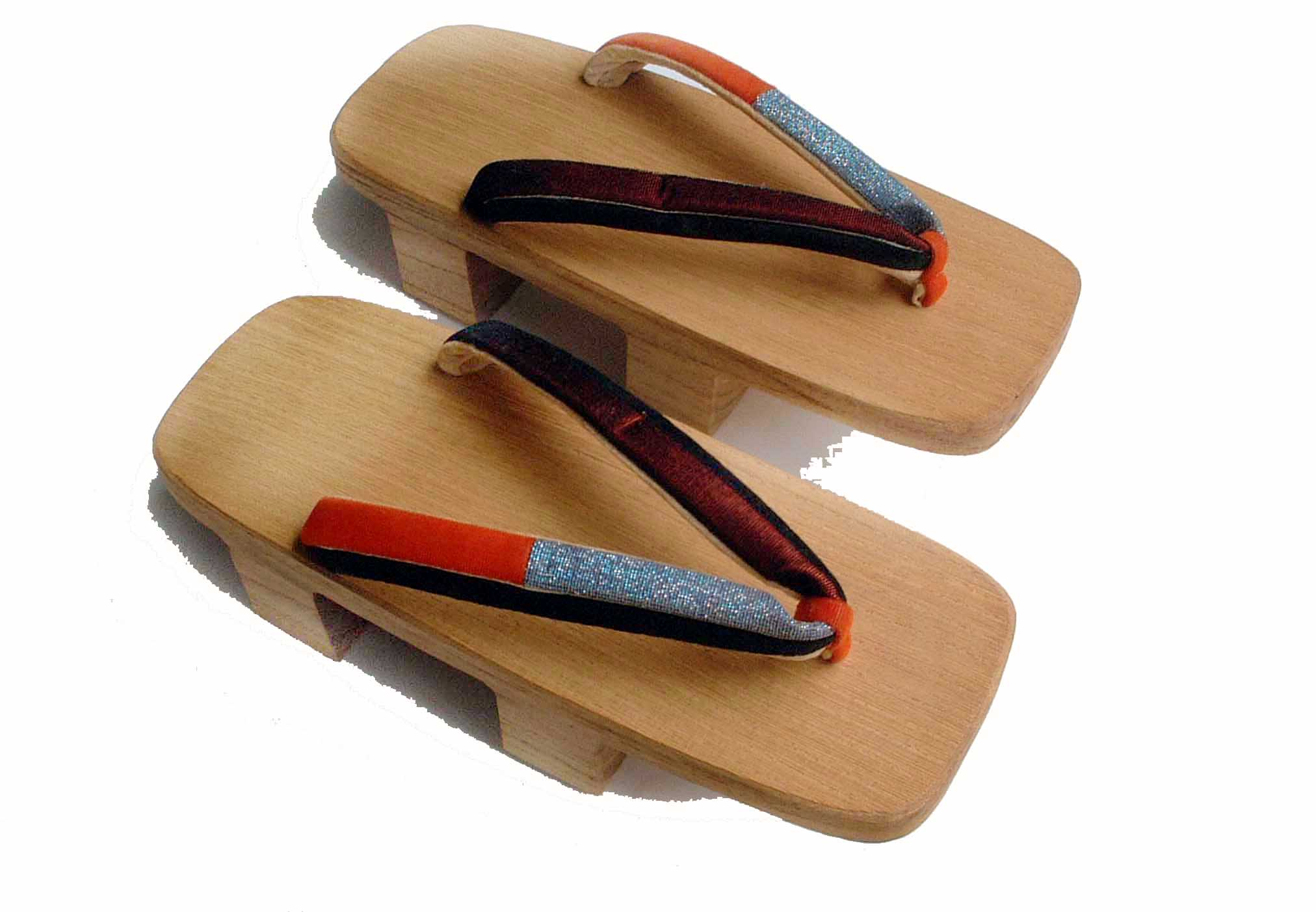
Вид сверху

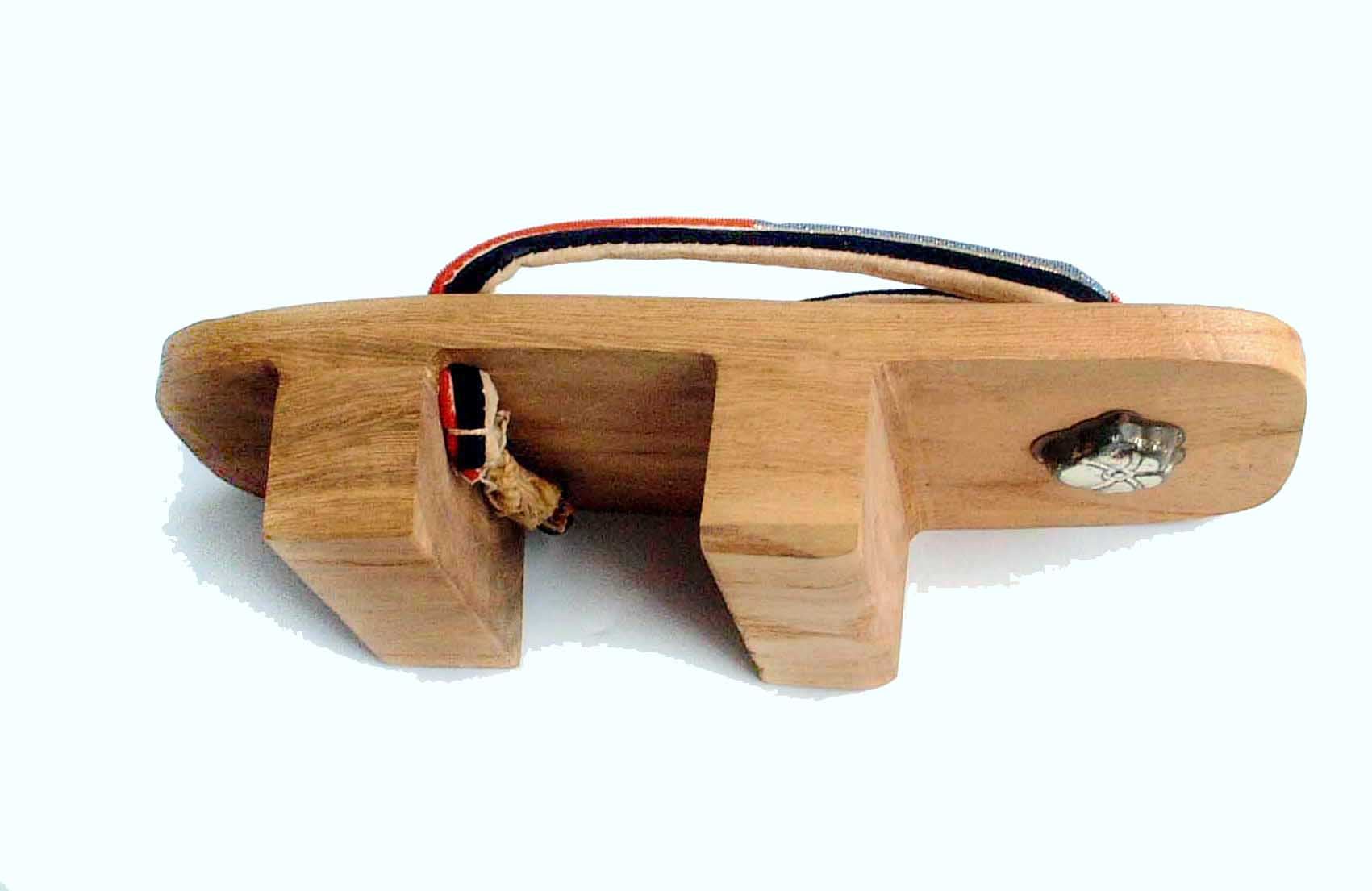
Вид со стороны подошвы

Гэта (яп. 下駄) — японские деревянные сандалии в форме скамеечки, одинаковые для обеих ног (сверху имеют вид прямоугольников со скруглёнными вершинами и, возможно, немного выпуклыми сторонами). Придерживаются на ногах ремешками, проходящими между большим и вторым пальцами. Обычно их носят во время отдыха или в ненастную погоду. Разновидность обуви на платформе.

## Строение
Внешне гэта выглядят следующим образом: деревянная платформа покоится на двух поперечных брусочках, которые в зависимости от надобности могут быть довольно высокими. На ноге всё это крепится посредством двух шнурков, протянутых от пятки к передней части гэта и проходящих между большим и вторым пальцами.
Под гэта обычно надевали таби — белые матерчатые носки с особым чехольчиком для большого пальца. Но их могли носить и на босу ногу (так делали юдзё; считалось, что женская ножка, обутая в гэта без носка, выглядит очень эротично).

## История
Гэта попали в Японию из Китая и распространились среди монахов и простонародья, потому что в обуви на высокой подошве было очень удобно возделывать рис, снимать плоды с деревьев, передвигаться в дождливую погоду. И только с течением времени гэта стали носить и аристократы; разумеется, эти гэта не были простонародными и украшались самым различным образом — в частности, женские гэта покрывались позолоченной парчой, различными рисунками и колокольчиками. Мужская обувь была более сдержанной в этом плане — тут основное внимание уделялось выбору породы дерева, наносимой на поверхность резьбе и лакировке.
Сегодня гэта носят с кимоно, например, на мацури. Гэта остаются частью профессионального костюма гейш.

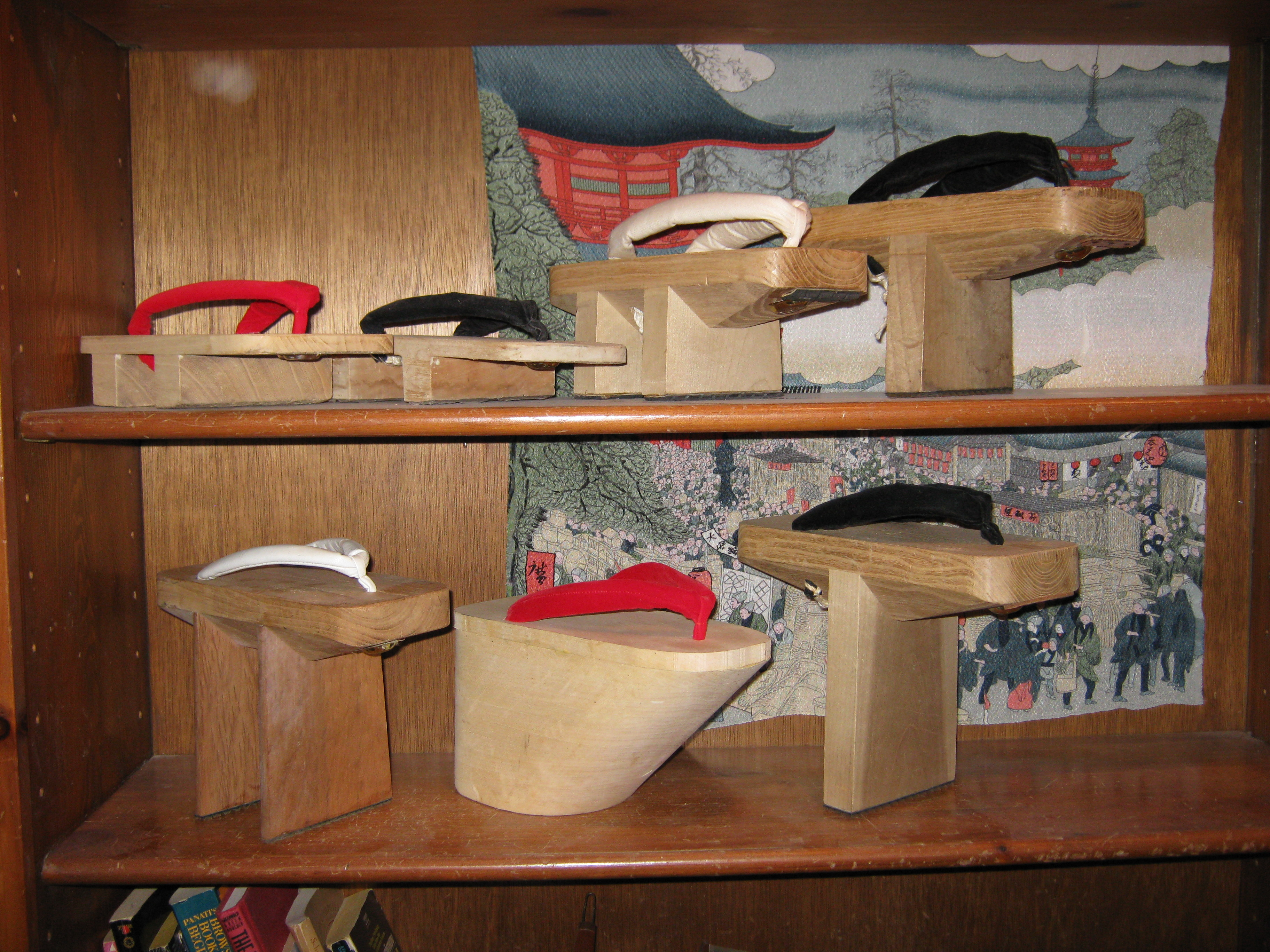
Вверху: обычные гэта (зубец 5 см), такай (высокие, 10 см), тэнгу (однозубые, 14 см). Внизу: асида (высокие для дождя, 18 см), окобо[англ.], майко (13 см), тэнгу (высокие однозубые, 20 см)
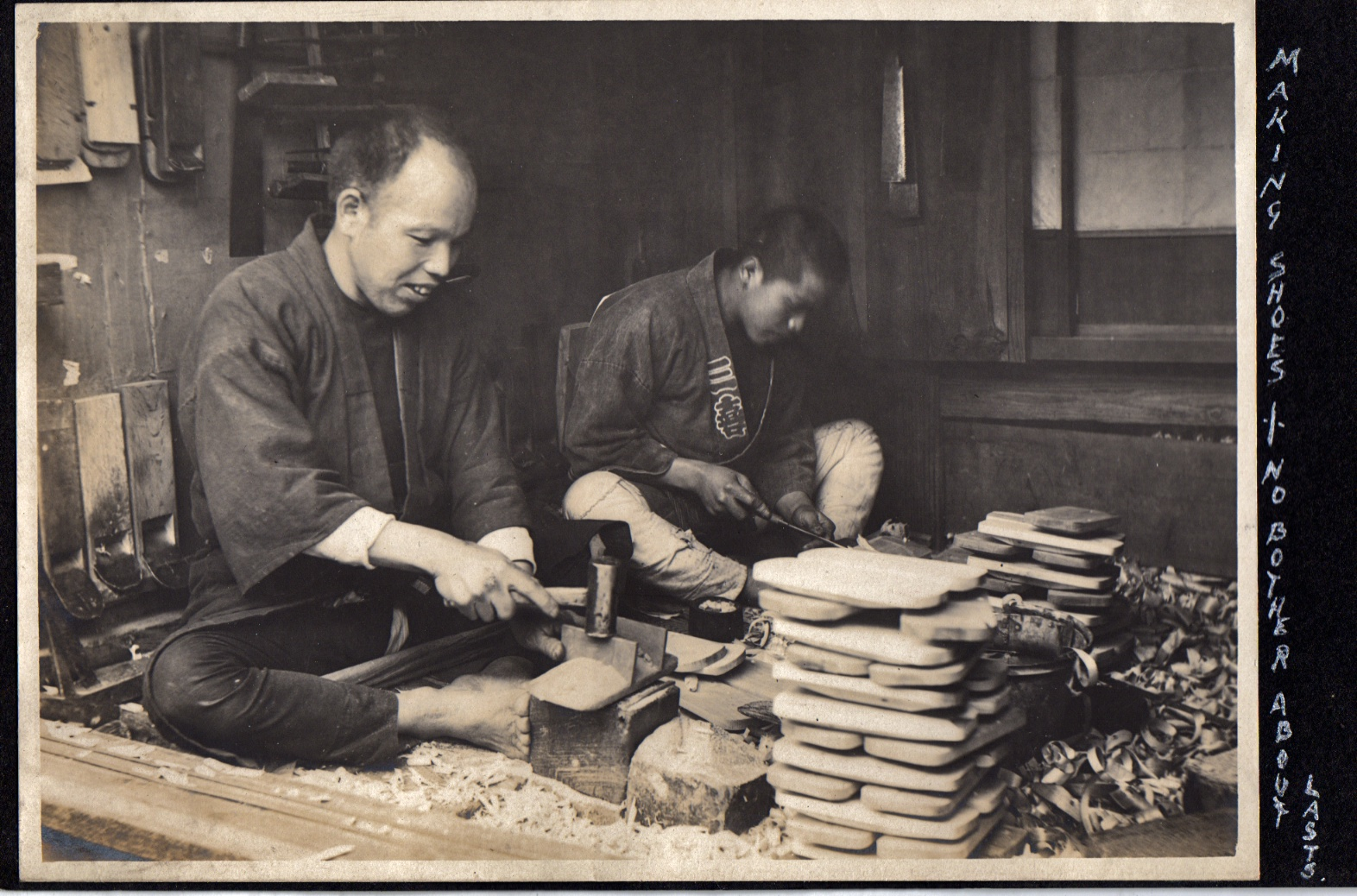
Производство гэта. Период Тайсё
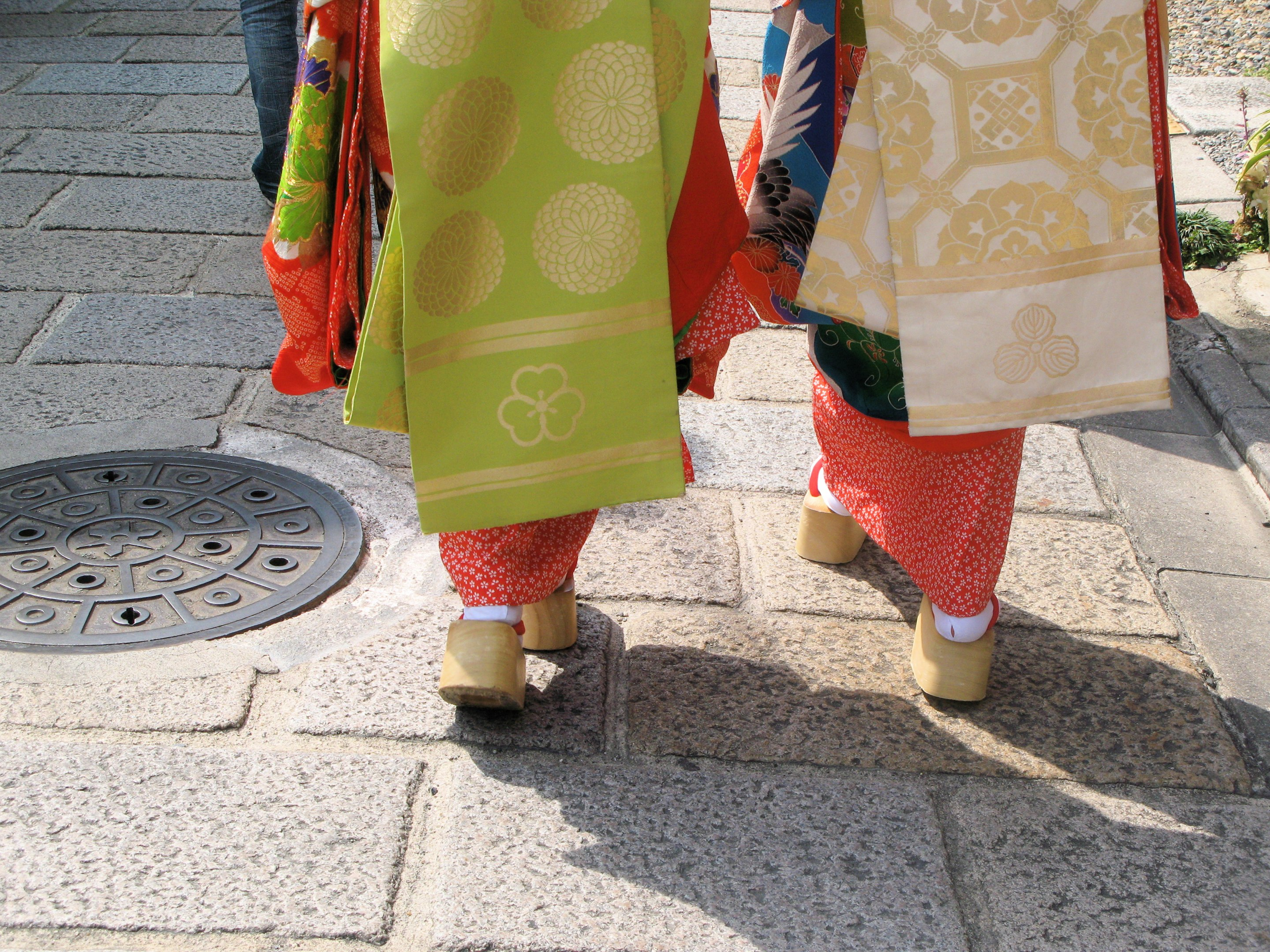
Майко в окобо
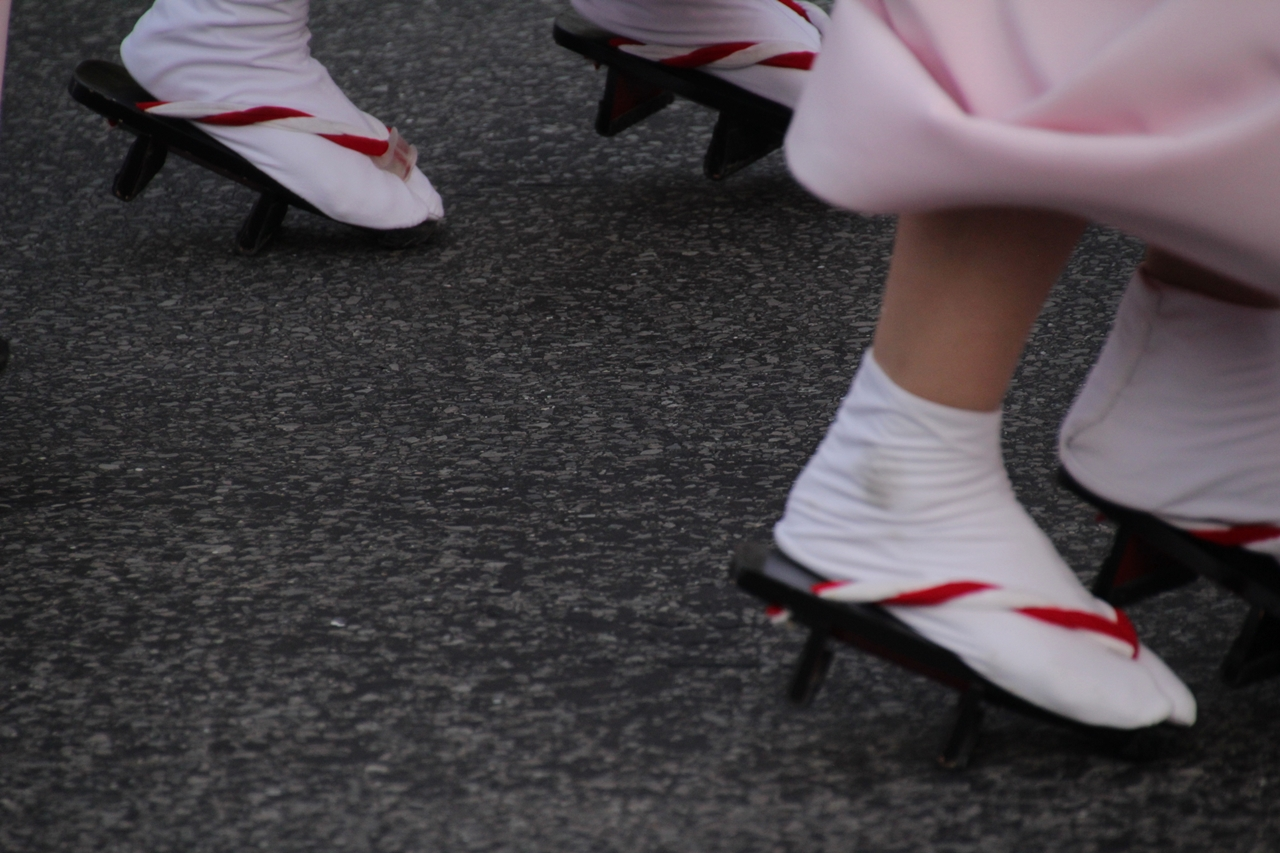
Гэта во время ходьбы